# Mogente (stacja kolejowa)
Mogente (hiszp: Estación de Mogente) – stacja kolejowa w miejscowości Mogente, w prowincji Walencja, we wspólnocie autonomicznej Walencja, w Hiszpanii.
Jest obsługiwana przez pociągi linii C-2 Cercanías Valencia przewoźnika Renfe.

## Położenie stacji
Znajduje się na linii kolejowej Madryt – Walencja w km 24,3, na wysokości 342 m n.p.m..

## Historia
Stacja została otwarta w dniu 19 listopada 1857 wraz z otwarciem odcinka linii Alcudia de Crespins-Mogente, która połączyła  Walencję i Almanasę. Prace zostały przeprowadzone przez Compañía del Ferrocarril de El Grao de Valencia a Almansa. Później zmieniono nazwę firmy na Sociedad de los Ferrocarriles de Almansa a Játiva y a El Grao de Valencia, aż w końcu, w 1862 roku przyjęto już ostateczną nazwę, a więc najbardziej znaną: Sociedad de los Ferrocarriles de Almansa a Valencia y Tarragona (AVT). W 1941 roku, po nacjonalizacji kolei w Hiszpanii stacja stała się częścią nowo utworzonego RENFE.
Od 31 grudnia 2004 infrastrukturą kolejową zarządza Adif.

## Linie kolejowe
- Madryt – Walencja